# Collo (famiglia)
I da Collo furono una famiglia aristocratica proveniente da Ceneda, centro dell'attuale provincia di Treviso.
Le origini del casato sono incerte, ma è universalmente considerata una delle più nobili e antiche della città. Le prime notizie risalgono alla seconda metà del XII secolo con un Rambaldo. Risiedevano anticamente in una casa-torre nei pressi del castello vescovile di San Martino, della quale restano tuttora alcuni ruderi noti come i Palasi.
Nel 1257 un Alberto da Collo fu nominato vescovo di Ceneda, ma morì prima di prendere possesso della diocesi. Va citato anche un suo fratello, il giureconsulto Ottone.

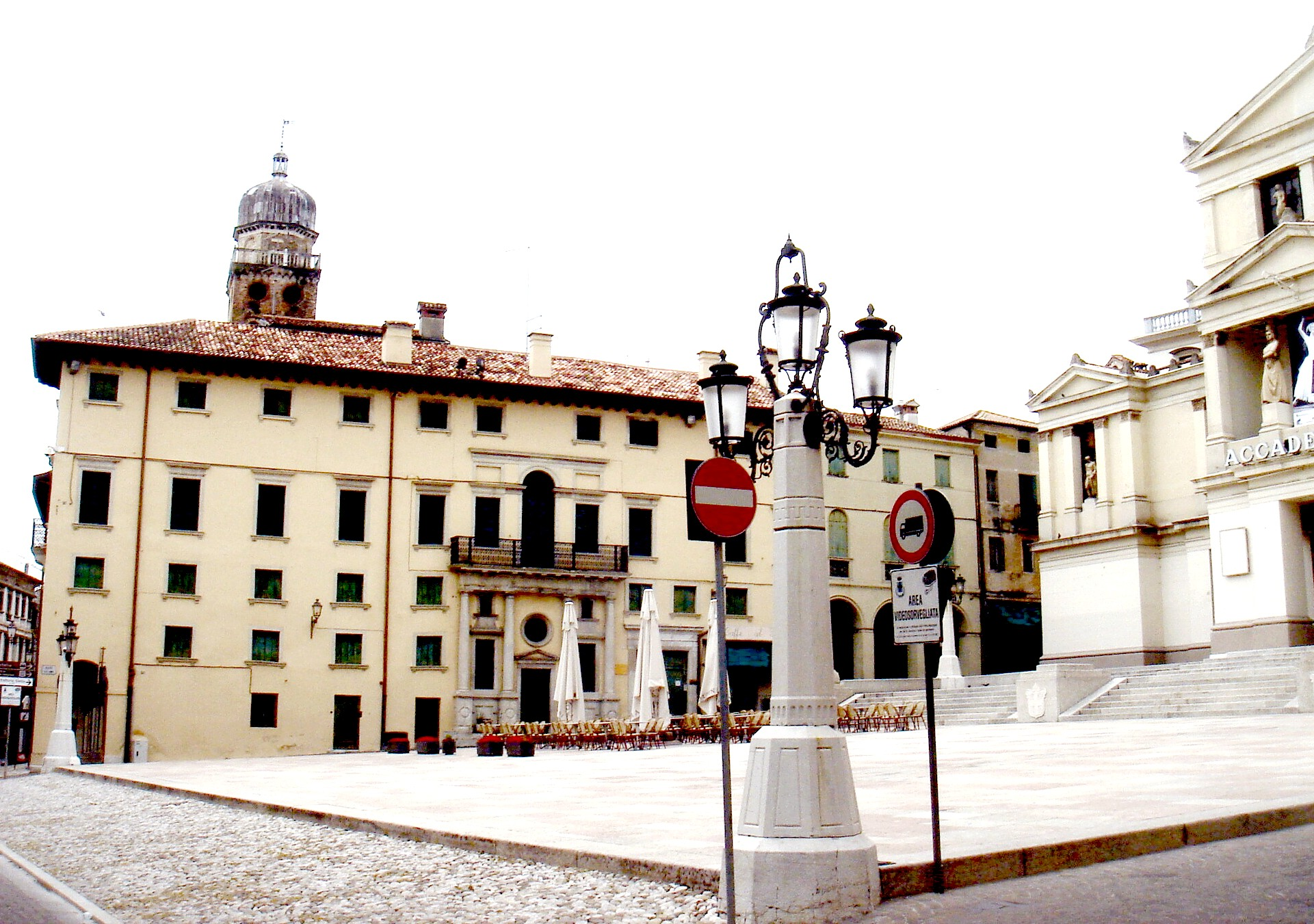
Vista di piazza Cima a Conegliano con il palazzo da Collo.

Attorno al 1374 Bartolomeo di Ottobono si stabilì a Conegliano, originando quello che sarebbe presto diventato il ramo più importante. Iscritti nel locale Consiglio nobile, molti suoi membri si affermarono come medici e notai e alla metà del Quattrocento vi eressero un pregevole palazzo. Nel Cinquecento i da Collo furono illustrati da Francesco, ambasciatore dell'imperatore Massimiliano I in Moscovia.
La nobiltà della casata fu confermata dall'Impero d'Austria con S.R. 27 ottobre 1822.